# Jragan
Jragan is een bestuurslaag in het regentschap Temanggung van de provincie Midden-Java, Indonesië. Jragan telt 2718 inwoners (volkstelling 2010).